# Colonias de Cernícalo Primilla de Saucedilla
Colonias de Cernícalo Primilla de Saucedilla este o arie protejată (arie de protecție specială avifaunistică — SPA) din Spania întinsă pe o suprafață de 3,11 ha, integral pe uscat.

## Localizare
Centrul sitului Colonias de Cernícalo Primilla de Saucedilla este situat la coordonatele 39°51′09″N 5°40′24″W / 39.8525°N 5.673333°V.

## Înființare
Situl Colonias de Cernícalo Primilla de Saucedilla a fost declarat arie de protecție specială avifaunistică în decembrie 2004 pentru a proteja 5 specii de animale.

## Biodiversitate
Situată în ecoregiunea mediteraneană, aria protejată nu include niciun habitat protejat.
La baza desemnării sitului se află mai multe specii protejate de  păsări (5): lăstunul mare (Apus apus), barză albă (Ciconia ciconia), porumbel (Columba livia), Falco naumanni, rândunică (Hirundo rustica)